# Mercury Prize

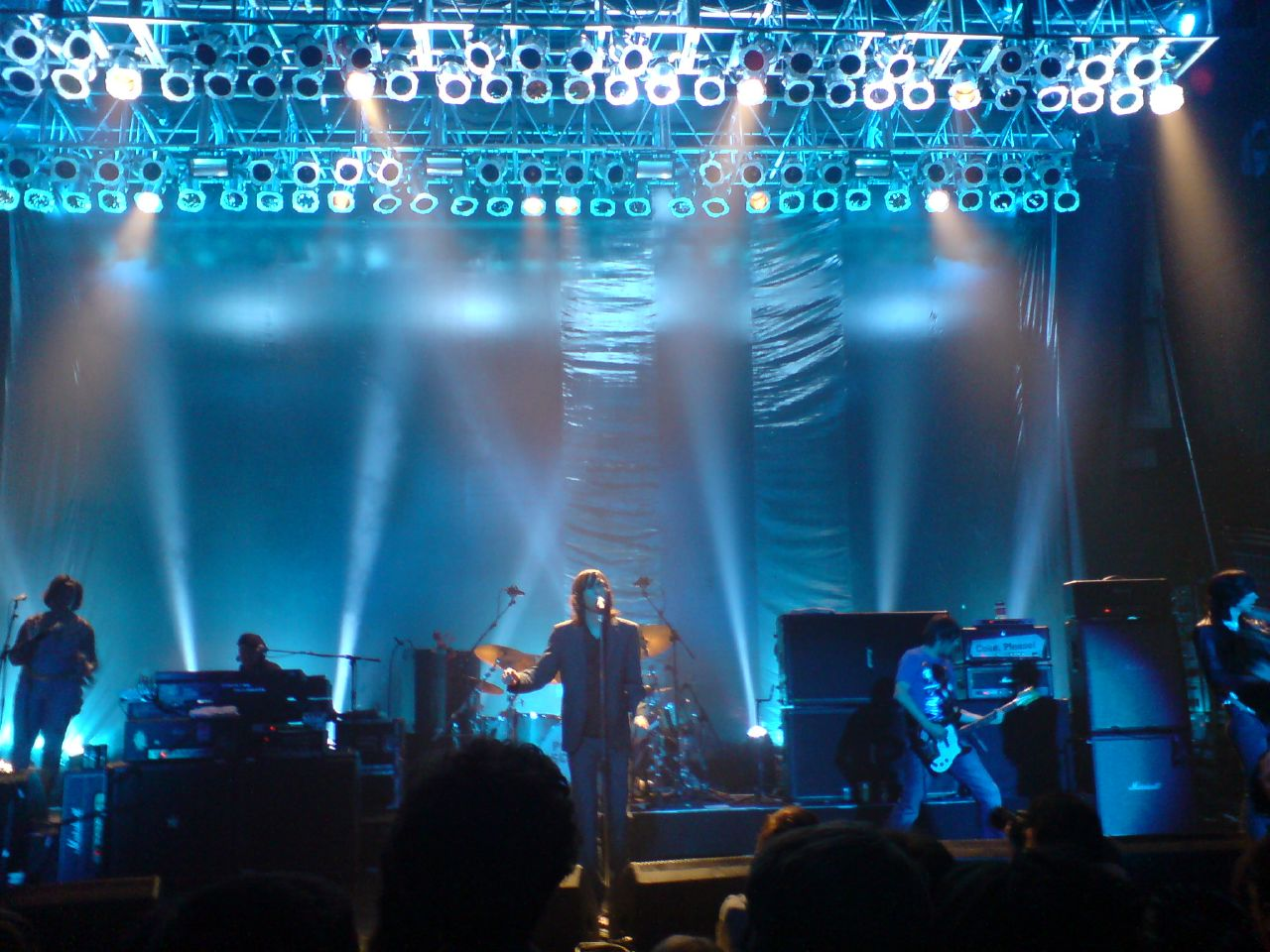
Formația Primal Scream a câștigat primul premiu Mercury în anul 1992.

Mercury Prize este un premiu acordat anual celui mai bun album muzical din Regatul Unit și Irlanda. Distincția a fost creată în anul 1992 de către British Phonographic Industry și British Association of Record Dealers ca și alternativă a premiilor BRIT, iar printre câștigători se numără PJ Harvey, Portishead, Suede și Dizzee Rascal. Premiul era sponsorizat la început Mercury Comunications, un brand deținut de Cable & Wireless, de unde și numele acestui premiu. Mai târziu acest premiu a fost sponsorizat de Technics, din 1998 până în 2001, de Panasonic, din 2002 până în 2003 și de NationWide Building Society, din 2004 până în 2008. Din martie 2009, Barclaycard Barclaycard a devenit principalul sponsor.
Nominalizații sunt aleși dintr-o paletă de muzicieni, producători de muzică, jurnaliști și alte figuri din industria muzicală a Marii Britanii și Irlandei. Decernarea acestui premiu are loc, de obicei,  în septembrie după ce nominalizații au fost anunțați în iulie. Adesea trupele care au fost nominalizate sau care au câștigat premiul, înregistrează o mare creștere în vânzarea albumelor. Este cazul nominalizaților mai puțin cunoscuți până în acel moment.
În 1994 câștigătorul premiului a fost albumul ''Elegant Slumming'', aparținând trupei britanice de muzică house, M People. Aceasta a fost o decizie controversată, luând în discuție că lista scurtă a nominalizaților a cuprins albume populare din topul pop britanic, figuri cunoscute ale muzicii, precum Paul Weller, Blur și Pulp, precum și reprezentanți ai muzicii electronice, The Prodigy.
Premiul Mercury în 2005 a fost luat de Anthony and the Jhonsons. EI au câștigat la categoria " Cel mai bun album Britanic sau Irlandez". Băieții s-au impus cu LP " I'm like a bird now" 